# Марко Павловски (глумац)
Марко Павловски (Ниш, 13. јануар 1988) српски је позоришни, филмски и телевизијски глумац.

## Биографија
Рођен је 1988. године у Нишу. Дипломирао је глуму 2013. године.

## Позоришне улоге
- Бајазит Емануели (Последње путовање) - БДП[1]
- Лука (Цивилизација, УК Вук Караџић) - сцена Култ[1]
- Гарсен (Иза затворених врата) - Звездара театар[1]
- Пацов (Човек без масе) - Екс театар[1]
- Зет (Кабаре Нушић) - Позориште Зоран Радмиловић у Зајечару[1]
- Краљ Веселин (Принц неваљалац) - НП у Приштини[1]
- Дон Јерко (Велики маневри у тијесним улицама) - НП у Нишу[1]
- Џон (Борилачки клуб) - НП у Нишу[1]
- Јоргос (Брод љубави) - НП у Нишу[1]
- Жарко (У чије име) - НП у Нишу[1]

## Филмографија
| Год.          | Назив                       | Улога                |
| ------------- | --------------------------- | -------------------- |
| 2010.-те▲     |                             |                      |
| 2014.         | Бранио сам Младу Босну      | Трифун Трифко Грабеж |
| 2015.         | Чизмаши                     | Момчило Чуљи         |
| 2016. - 2020. | Убице мог оца               | Жаре                 |
| 2017.         | Немањићи — рађање краљевине | Урош                 |
| 2018.         | Заспанка за војнике         | Рајко/Обрен          |
| 2019.         | Јунаци нашег доба           | Витомир Музић        |
| 2020.         | Дара из Јасеновца           | Анђелко              |